# 標榜
| ウィキペディアには「標榜」という見出しの百科事典記事はありません（タイトルに「標榜」を含むページの一覧/「標榜」で始まるページの一覧）。 代わりにウィクショナリーのページ「標榜」が役に立つかもしれません。 |